# Атьмінський
Атьмі́нський (рос. Атьминский, ерз. Атьминский) — селище у складі Ромодановського району Мордовії, Росія. Входить до складу Набережного сільського поселення.

## Населення
Населення — 16 осіб (2010; 17 у 2002).
Національний склад (станом на 2002 рік):
- росіяни — 100 %